# IC 5072
IC 5072 ist eine Spiralgalaxie vom Hubble-Typ S im Sternbild Pfau am Südsternhimmel. Sie ist schätzungsweise 120 Millionen Lichtjahre von der Milchstraße entfernt und hat einen Durchmesser von etwa 30.000 Lichtjahren.
Im selben Himmelsareal befinden sich u. a. die Galaxien IC 5071 und IC 5073.
Das Objekt wurde am 26. September 1900 von DeLisle Stewart entdeckt.